# Unione Italiana del Lavoro (1918-1925)
L'Unione italiana del lavoro (UIL o UIdL) fu un sindacato italiano attivo dal 1918 al 1925, di ispirazione  nazionalsindacalista.
Da non confondere con il sindacato omonimo, fondato nel 1950 ed esistente tutt'oggi, con il quale non vi è alcun legame di continuità se non nel nome.

## Storia
La UIL fu un sindacato di operai e di contadini nato in seguito all'espulsione subita nel settembre 1914 dai dirigenti interventisti che guidavano l'Unione Sindacale Italiana, d'ispirazione sindacalista rivoluzionaria.
Nacque ufficialmente il 9 luglio 1918 nella sede dell'Associazione industriale e commerciale di piazza San Sepolcro a Milano, nel convegno delle organizzazioni economiche aderenti al" Comitato sindacale italiano", diretto da Alceste de Ambris e da Luigi Ciardi. Vi aderì 
l'Unione sindacale milanese interventista che dopo la morte di Filippo Corridoni aveva come  leader Edmondo Rossoni, con un programma di "conservazione rivoluzionaria", che inglobasse la lotta di classe entro la cornice della nazione.
La UIL fu diretta dapprima da Edmondo Rossoni, che convocò il congresso di ottobre 1918, e poi, dal 1919, da Alceste de Ambris.
L'Unione sindacale milanese ed i metalmeccanici che organizzava, la Camera del Lavoro di Parma ed i lavoratori agricoli che la componevano ne erano le roccaforti, ma ebbe influenza anche negli ambienti sindacali repubblicani romagnoli, fra gli operai di La Spezia, nonché fra gli impiegati, specialmente di Roma. Il sindacato si distinse per le sue posizioni patriottiche, anti-collettiviste, anti-socialiste e per il suo progetto di Parlamento corporativo legiferante (nell'ambito della riforma del Consiglio superiore del Lavoro), ma rimase un sindacato rivendicativo e, dopo l'uscita dei fascisti, ne subì gli attacchi.
Alcuni dirigenti passarono infatti al fascismo: caso emblematico fu quello di Rossoni, messo in minoranza, come anche Michele Bianchi e Sergio Panunzio. Ma l'ex legionario fiumano Alceste de Ambris, da cui pure Benito Mussolini attinse alcune idee programmatiche, rimase un accanito oppositore prima del movimento e poi del regime fascista; più singolare è il caso di Amilcare de Ambris, che, dopo avere seguito il fratello Alceste nell'antifascismo, si avvicinò al regime, divenendo poi Consigliere Nazionale del Regno. Il sindacato, in piena rotta, confluì nel 1925 nella CGdL prima che i sindacati venissero raccolti  nel sindacalismo fascista, con la strutturazione dello Stato corporativo.
Non vi è legame, come già detto precedentemente, con la nascita, nel secondo dopoguerra, del sindacato omonimo.